# Parijs-Mantes-en-Yvelines
Parijs-Mantes-en-Yvelines is een Franse wielerwedstrijd die jaarlijks in april wordt verreden. De wedstrijd werd in 1945 opgericht onder de naam Paris-Mantes. Tot 2004 was Parijs-Mantes uitsluitend bestemd voor amateurs; sinds 2005 maakt het onderdeel uit van de UCI Europe Tour, waarin het een classificatie heeft van 1.DN1.

## Lijst van winnaars

### Meervoudige winnaars
| Overwinningen | Renner           | Land      | Jaren       |
| ------------- | ---------------- | --------- | ----------- |
| 2             | Jaan Kirsipuu    | Estland   | 1992 + 1997 |
| 2             | Pierre Drancourt | Frankrijk | 2009 + 2011 |
| 2             | Nicolas Baldo    | Frankrijk | 2013 + 2015 |

### Overwinningen per land
| Overwinningen | Land                                                                             |
| ------------- | -------------------------------------------------------------------------------- |
| 61            | Frankrijk                                                                        |
| 3             | Polen                                                                            |
| 2             | Estland                                                                          |
| 1             | België, Canada, Italië, Nieuw-Zeeland, Rusland, Verenigd Koninkrijk, Zwitserland |